# Hellweg

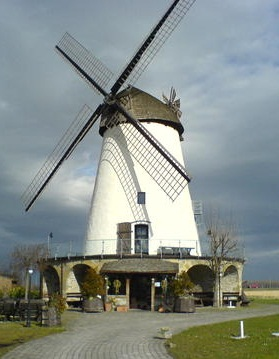
Mulino a vento lungo una Hellweg

Hellweg era, nel medioevo tedesco, il nome dato a una grande strada reale o militare oppure a un grande arteria commerciale a lunga distanza che doveva essere sempre mantenuta percorribile. Svolse un ruolo importantissimo nel collegamento di uomini e merci nella Germania centro-settentrionale e continuò a farlo anche in Età moderna, quando l'industrializzazione prese il sopravvento. Il termine Hellweg può riferirsi a vari tipi di strade, ma in Germania spesso si identifica con la più studiata tra queste, la Westfälischen Hellweg.

## Etimologia
L'interpretazione più comune faceva derivare il nome dal basso-tedesco helwech, simile al norreno helvegr e che significa letteralmente "strada dell'inferno", probabilmente per la pericolosità a cui era soggetto il sentiero. Ma è probabile che il nome significhi Strada del sale, basandosi sull'etimologia indo-europea per sale. Il greco antico ἅλς (hals) e il celtico hal (da cui Hallstatt) potrebbero essere alla base della denominazione. Tale significato è plausibile, perché su questo percorso era fondamentale per l'approvvigionamento di sale, che veniva estratto nel nord della Germania e distribuito nel resto del paese.

## Elenco di Hellweg

### Westfälischen Hellweg

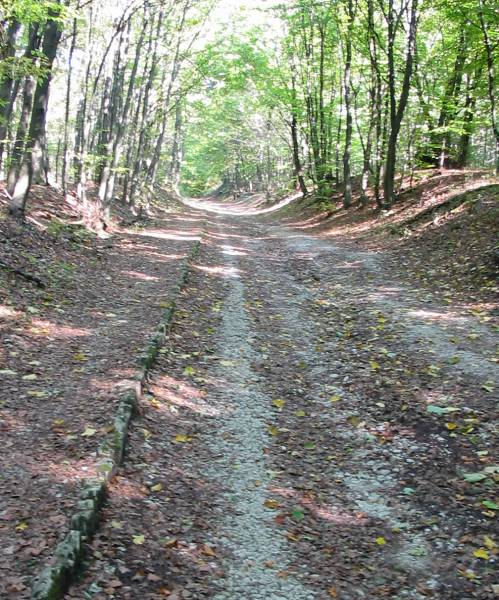
Un tratto nella strada lungo la Selva di Teutoburgo, presso Bielefeld

Questa strada costituisce la parte occidentale della ben più vasta rotta commerciale che nel medioevo univa il Reno all'Elba. In particolare, il termine si riferisce alla sezione tra Paderborn e Duisburg, le cui strade si incontravano sul Weser presso Corvey, provenendo da Aquisgrana e da Goslar. Si suppone che il percorso sia vecchio di 5000 anni ed esistesse già in epoca romana.
Durante le Guerre Sassoni nel VIII secolo, la Westfälischen Hellweg fu un collegamento importantissimo che permise a Carlo Magno di penetrare nei territori sassoni e, successivamente, di amministrarli. Data la sua importanza, questa strada era sotto la diretta supervisione imperiale, che si impegnava a manterla e renderla sicura.
Tra X-XI secolo gli Ottoni e gli imperatori Salii utilizzavano frequentemente la strada per raggiungere i loro possedimenti in Sassonia, preferendola ad altri percorsi. Questo è evidente dalla presenza di due grandi centri imperiali, Paderborn e Duisburg.

### Hellweg unter dem Berg

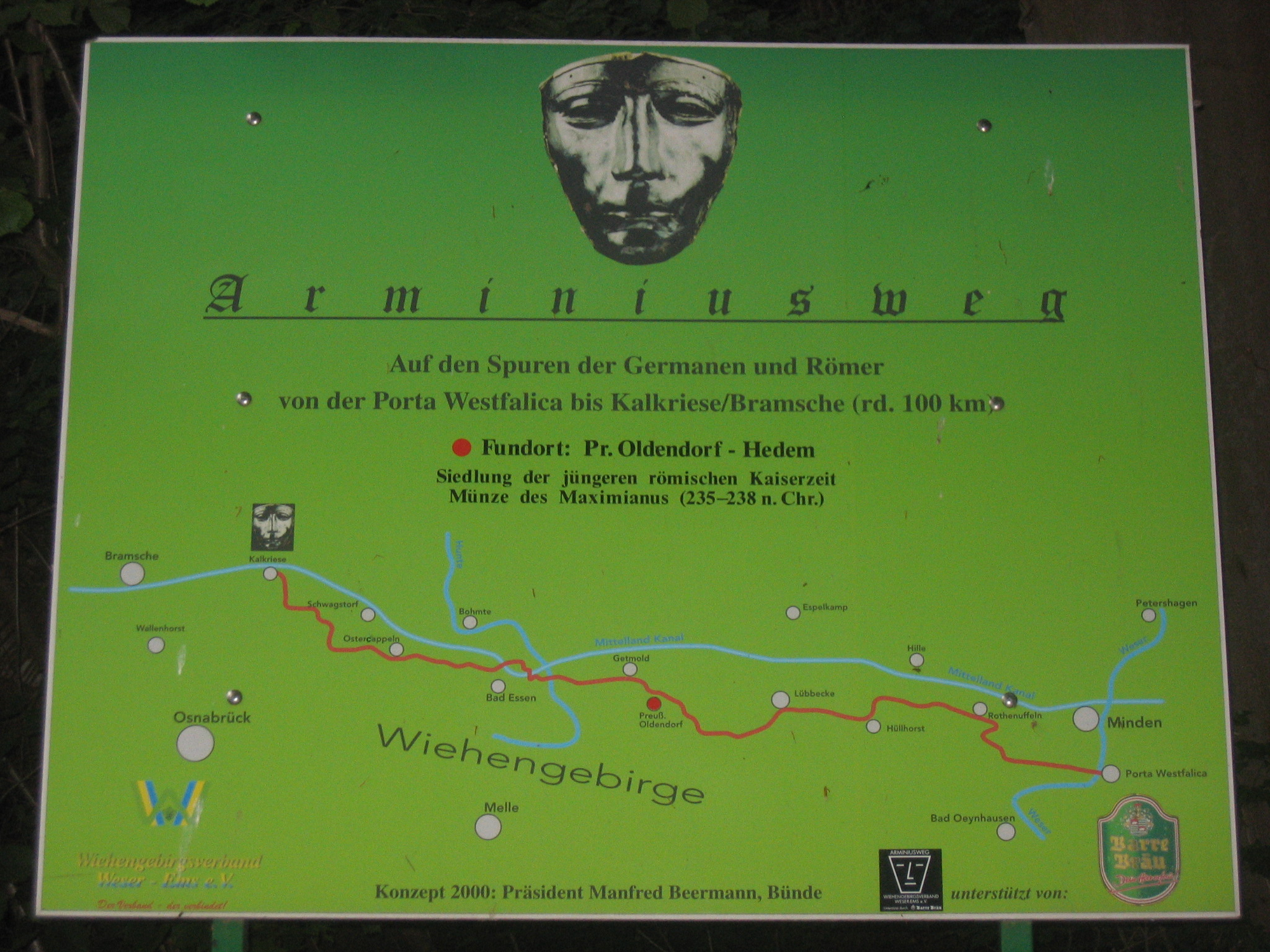
Cartello turistico della Arminiusweg. Il sentiero segue i reperti romani lungo l'ipotetico percorso che Varo fece dal Weser al Kalkriese e che secondo alcuni si incrocia con la Hellweg unter dem Berg.

Presente forse già in età romana, si trova tra il Weserbergland e le pianure meridionali della Bassa Sassonia. L'esistenza di questa strada gioca un ruolo importante in alcune teorie sulla posizione di Varo nella battaglia di Teutoburgo. A Minden, la strada si collega con la Hellweg vor dem Santforde e conduce fino a Hildesheim. 

### Sythener Hellweg
Collegava Dülmen a Haltern am See, nella Renania Settentrionale-Vestfalia. La strada prende il nome da Sythen, una località di Haltern am See. Per secoli ha funzionato come collegamento commerciale e militare. Ancora oggi tra Sythen e Lehmbraken esiste un sentiero non lastricato piene di buche, che indica dove prima si trovava la strada.

### Hellweg vor dem Santforde
Questa strada portava da Paderborn alle città dell'Ijssel come Deventer, Arnheim e Zwolle nei Paesi Passi, passando attraverso Brema e Rheine. Lungo la strada sorgono molti castelli e fortificazioni, come il castello di Heisterburg (Deister) o il Burgberg vicino a Gehrden, i quali assicuravano una certa sicurezza ai viandanti e il controllo del territorio. Vicino a Schnippenburg, una fortezza circolare del III secolo a.C., è stata trovata una stazione commerciale dello stesso periodo. Ciò fa supporre un'antichità della strada molto anteriore al Medioevo.

### Hilinciweg
Detta anche Piccolo Hellweg (tedesco: Kleiner Hellweg), era una strada commerciale preistorica ipotizzata che probabilmente già dal Neolitico collegava il bassopiano di Colonia (Kölner Bucht) alla valle di Balkhauser presso Hattingen, tra Münster and Osnabrück. Il percorso probabilmente coincideva con l'odierna Hölenderweg.